# Chilecoccus spinosus
Chilecoccus spinosus är en insektsart som beskrevs av Miller och González 1975. Chilecoccus spinosus ingår i släktet Chilecoccus och familjen filtsköldlöss. Inga underarter finns listade i Catalogue of Life.